# Batocera magica
Batocera magica är en skalbaggsart som beskrevs av Thomson 1859. Batocera magica ingår i släktet Batocera och familjen långhorningar.
Artens utbredningsområde är Filippinerna. Inga underarter finns listade.